# Nomad (réseau)
Pour les articles homonymes, voir Nomad.
Nomad est le réseau de transport en commun de la région Normandie. Cette nouvelle identité regroupe, depuis le 1er janvier 2020, le réseau TER Normandie et les anciennes lignes Intercités Normandie, ainsi que les réseaux départementaux de transport par autocars existants (Cap'Orne, Manéo, Bus Verts du Calvados, le réseau interurbain de l'Eure et le réseau interurbain de la Seine-Maritime) et le transport scolaire.

## Historique
Le 25 avril 2016, la région Normandie — qui gère déjà les TER Normandie — est la première région à signer une convention avec l'État afin de devenir autorité organisatrice de liaisons « Trains d’Équilibre du Territoire » (TET).
Ainsi, à partir du 1er janvier 2020, l'État lui transférera la responsabilité des quatre grandes lignes TET. Ces lignes seront dès lors intégrées au futur réseau de transport régional dénommé "Nomad" et rattachées, soit au service "Krono+" (liaisons grand confort au départ de Paris-Saint-Lazare), soit au service "Krono" (liaisons interurbaines incluant, notamment, les dessertes Paris-Granville et Caen-Le Mans-Tours),.
C'est également à cette période que 40 rames Omneo Premium (Bombardier Transport) remplaceront progressivement le matériel roulant alors en service sur les lignes Paris-Caen-Cherbourg / Trouville-Deauville et Paris-Rouen-Le Havre. Tout comme les BB26000, ces rames à deux niveaux permettront d'atteindre une vitesse commerciale de 200 km/h sur les portions de voies le permettant. Bien qu'utilisant la plateforme des Regio 2N, ces rames de 10 caisses disposeront d'un haut niveau de confort. En contrepartie du transfert de compétences aux régions, l'État s'est engagé à financer en partie ce renouvellement de matériel, à hauteur de 720 millions d'euros.
Enfin, le projet de ligne nouvelle Paris - Normandie (LNPN) permettra, s'il se concrétise, de réduire les temps de parcours pour les liaisons au départ de Paris Saint-Lazare,.
Par ailleurs, le 1er septembre 2017, dans le cadre de la loi NOTRe qui transfère des départements aux régions l'organisation des transports interurbains réguliers et scolaires, la région Normandie récupère de facto le statut d'autorité organisatrice des transports (AOT) aux différents départements de la région, sans pour autant procéder à la fusion immédiate des réseaux.
Cette fusion prend effet sous la marque Nomad en janvier 2020.

## Le réseau

### Présentation
Le réseau est composé de lignes régulières d'autocars Nomad Cars, ainsi que de lignes Nomad Train (TER), de services de transport à la demande ainsi que plusieurs centaines de lignes scolaires.
Nomad dessert les cinq départements normands : l'Eure, le Calvados, l'Orne, la Manche et la Seine-Maritime. Le réseau régional voit la majorité de ses lignes partir des villes les plus peuplées (Rouen, Caen, Évreux, Alençon, Argentan et du Havre) puis sont ensuite reliées aux moyennes et petites communes chaque départements.

### Les lignes

#### Lignes ferroviaires Nomad Train
Le nouveau réseau Nomad Train regroupe les liaisons ferroviaires en quatre gammes de services :
- TER « Krono+ » (K+) : liaisons directes avec peu d'arrêts entre les grands pôles régionaux et vers Paris, et avec plus de services à bord (wifi et distributeurs de boissons chaudes). Il s’agit là des deux radiales sur lesquelles circuleront les 40 nouvelles rames Omneo Premium :
  - Paris Saint-Lazare ↔ Caen ↔ Cherbourg / Trouville-Deauville
  - Paris Saint-Lazare ↔ Rouen ↔ Le Havre,
- TER « Krono » (K) : liaisons directes avec peu d'arrêts entre les grands pôles régionaux. Cette gamme englobe les lignes :
  - Paris Montparnasse / Vaugirard ↔ Granville
  - Caen ↔ Rouen (express),
  - Rouen ↔ Dieppe (express),
  - Rouen ↔ Amiens ↔ Lille,
  - Caen ↔ Le Mans ↔ Tours,
  - Caen ↔ Cherbourg,
  - La desserte directe hebdomadaire Paris Saint-Lazare ↔ Dieppe. Antérieurement surnommée « La marée », cette dernière avait été suspendue en 2013.
- TER « Citi » (C) : liaisons sur des distances moyennes autour des grandes villes. Cette catégorie regroupe les dessertes de :
  - Paris Saint-Lazare ↔ Vernon ↔ Rouen,
  - Paris Saint-Lazare ↔ Évreux ↔ Serquigny,
  - Elbeuf ↔ Rouen ↔ Yvetot,
  - Caen ↔ Lisieux,
  - Caen ↔ Coutances ↔ Granville ↔ Rennes
  - Le Havre ↔ Rolleville.
- TER « Proxi » (P) : liaisons de proximité, au cœur du territoire régional (desserte fine des territoires). Cette gamme englobe les lignes :
  - Caen ↔ Rouen (omnibus),
  - Rouen ↔ Dieppe (omnibus),
  - Rouen ↔ Le Havre,
  - Rouen ↔ Amiens,
  - Lisieux ↔ Trouville-Deauville,
  - Le Havre ↔ Fécamp
- ainsi que les lignes saisonnières (dites « S ») :
- Paris Montparnasse / Vaugirard ↔ Pontorson - Mont-Saint-Michel
- Trouville-Deauville ↔ Dives-Cabourg (opérée par bus le reste de l’année).

L'ensemble du réseau Nomad Train est exploité par SNCF Voyageurs dans le cadre de la convention signée avec la région pour la période 2020-2029.

#### Lignes routières Nomad Cars
Le réseau est composé de deux principales familles de lignes :
- les lignes routières régionales, dont les cars TER[9] ;
- les lignes routières départementales (des réseaux des cinq départements) :
  - Réseau interurbain de l'Orne : 23 lignes régulières
  - Réseau interurbain du Calvados : 33 lignes régulières et 43 lignes à vocation scolaire
  - Réseau interurbain de la Manche : 9 lignes régulières
  - Réseau interurbain de l'Eure : 28 lignes régulières
  - Réseau interurbain de la Seine-Maritime : 30 lignes régulières

On retrouve aussi d'autres services spéciaux :
- les lignes scolaires, assurant principalement la desserte des écoles primaires, collèges et lycées de la région ;
- les lignes interurbaines scolaires. Elles font le même tracé que les lignes routières départementales de chaque département, mais sont au horaires de pointes et ouvertes à tous les voyageurs.

## Matériel roulant régional

### Matériel ferroviaire
Le parc actuel est constitué de plusieurs séries de matériels diesel, bimodes, et électrique.

#### Locomotives et automoteurs
Le parc du matériel roulant du réseau Nomad Train est issu de la fusion des parcs des réseaux TER Basse-Normandie et TER Haute-Normandie. Synthèse du parc au 2 septembre 2024
| Séries   | Nombre de caisses | STF SLN | STF SNO | Total |
| -------- | ----------------- | ------- | ------- | ----- |
| BB 15000 | –                 | 15      | –       | 15    |
| B 82500  | 4 caisses         | –       | 13      | 13    |
| B 84500  | 6 caisses         | –       | 15      | 15    |
| B 85900  | 4 caisses         | –       | 10      | 10    |
| X 73500  | mono-caisse       | –       | 25      | 25    |
| X 76500  | 3 caisses         | –       | 14      | 14    |
| Z 26500  | 5 caisses         | 14      | –       | 14    |
| Z 27500  | 4 ou 3 caisses    | –       | 30      | 30    |
| Z 56600  | 10 caisses        | –       | 40      | 40    |
| Z 56800  | 10 caisses        | –       | 6       | 6     |

Au quatrième trimestre 2020, le parc du matériel roulant de la région est constitué de 172 engins.
Le parc est géré par deux Supervisions techniques de flotte (STF)
- SNO : STF Normandie (Sotteville, Caen)
- SLN : STF Lignes Normandes (Clichy)

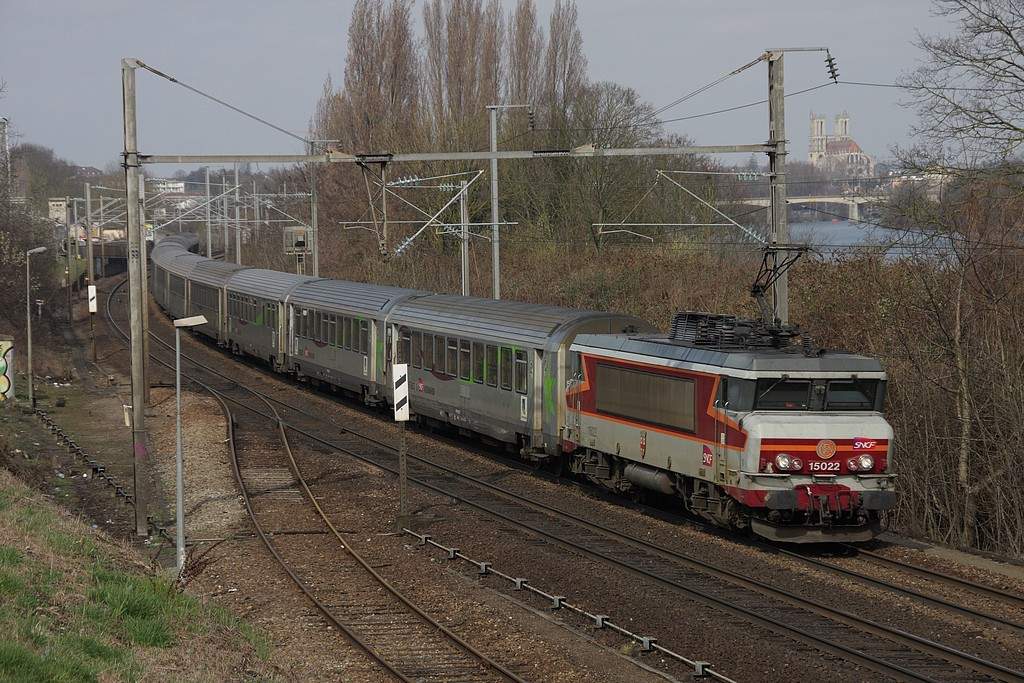
BB 15000 Grand confort peu après Mantes-la-Jolie (2010).
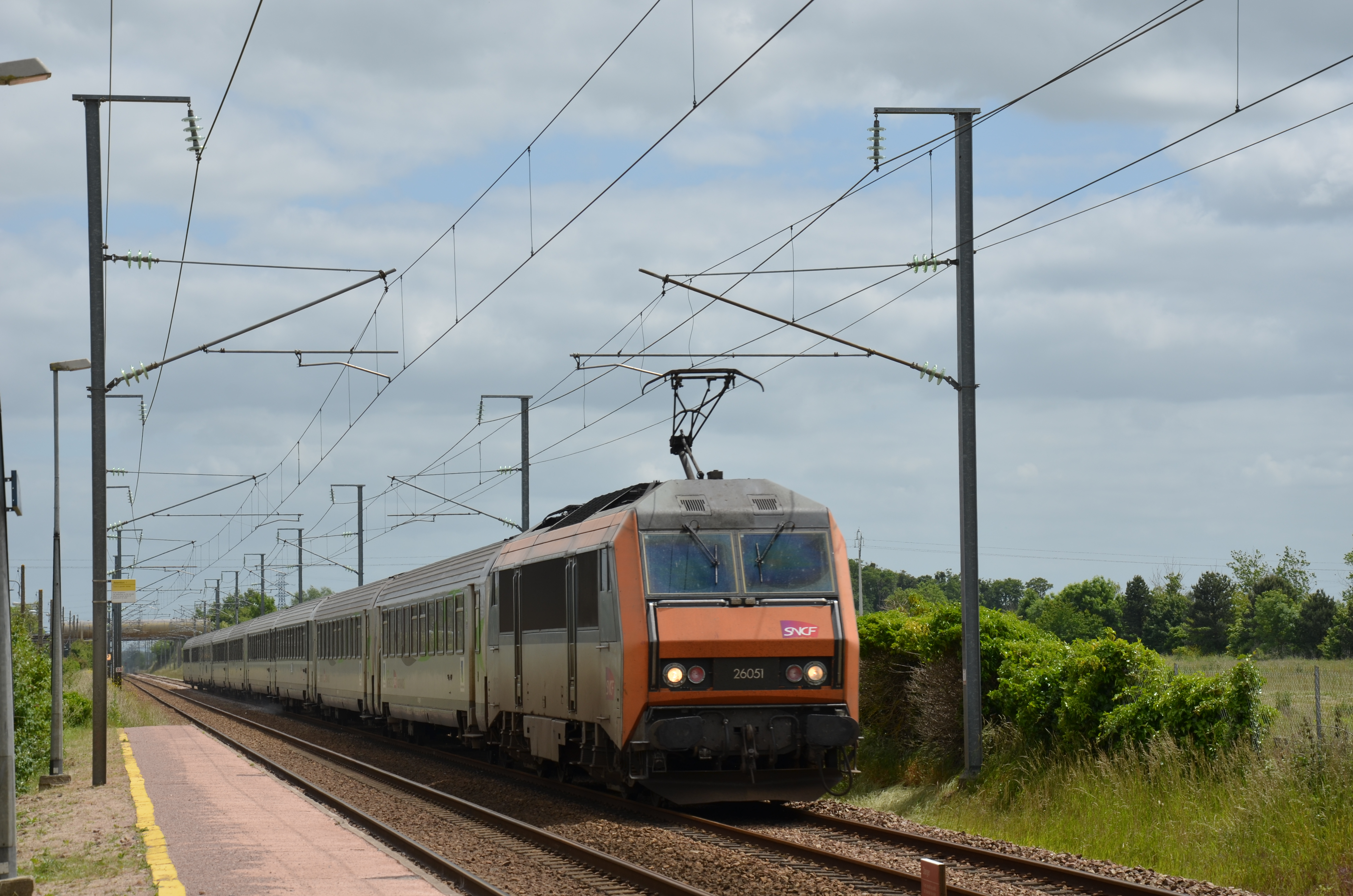
BB 26000 Béton traversant Frénouville-Cagny (2015).
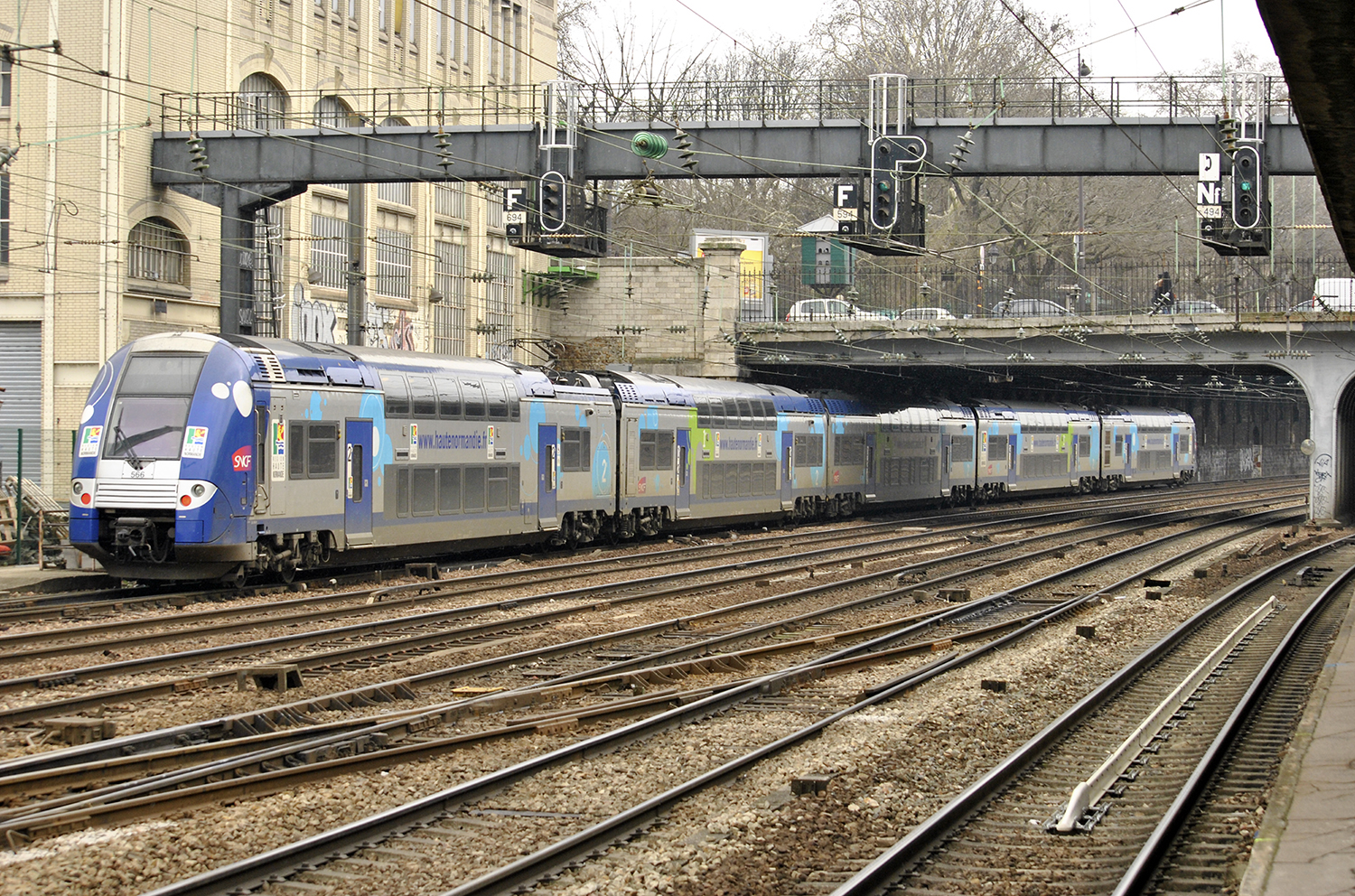
Z 26500 Haute-Normandie à Pont-Cardinet (2013).
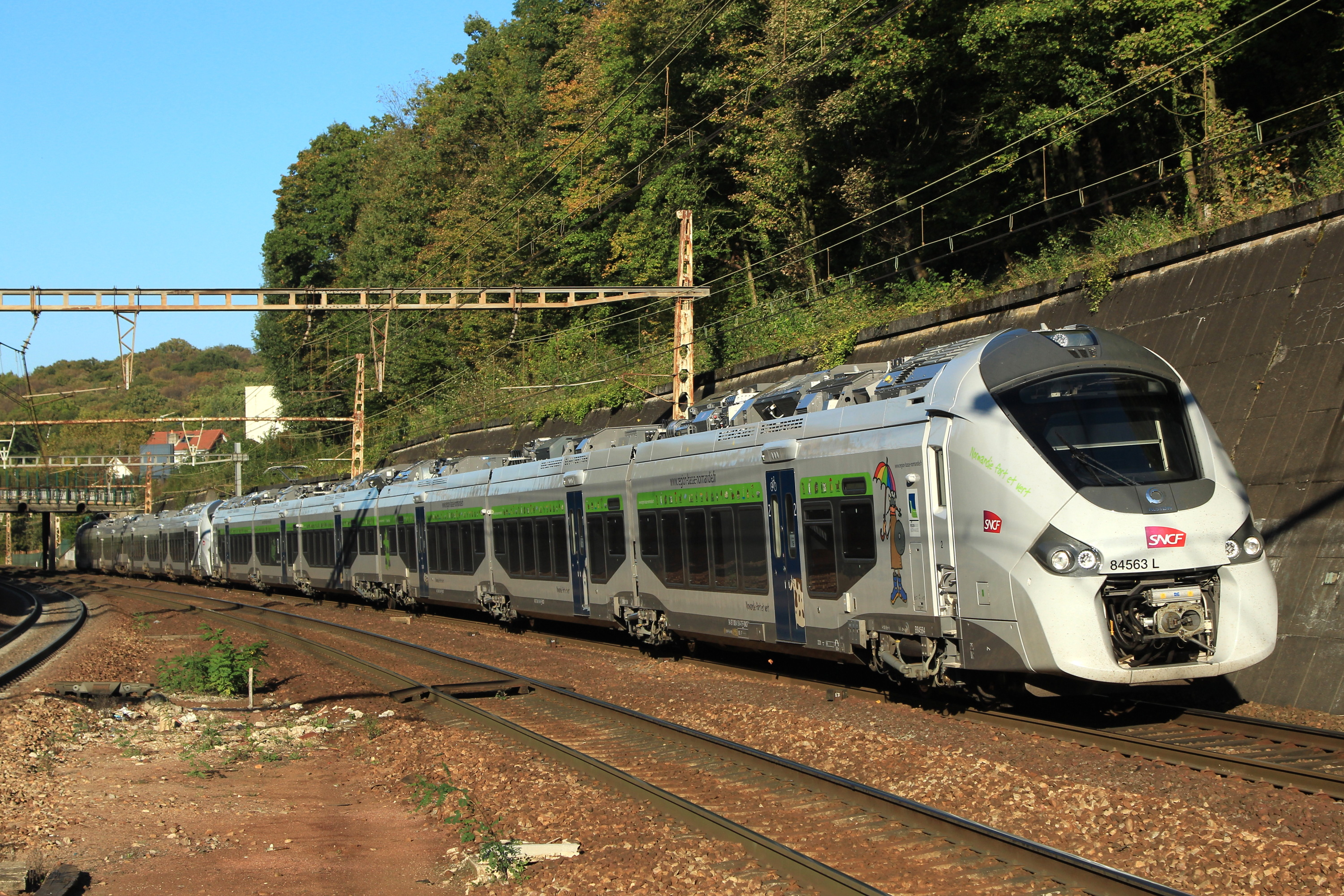
Régiolis B 84500 passe en gare de Chaville-Rive-Gauche (2014).
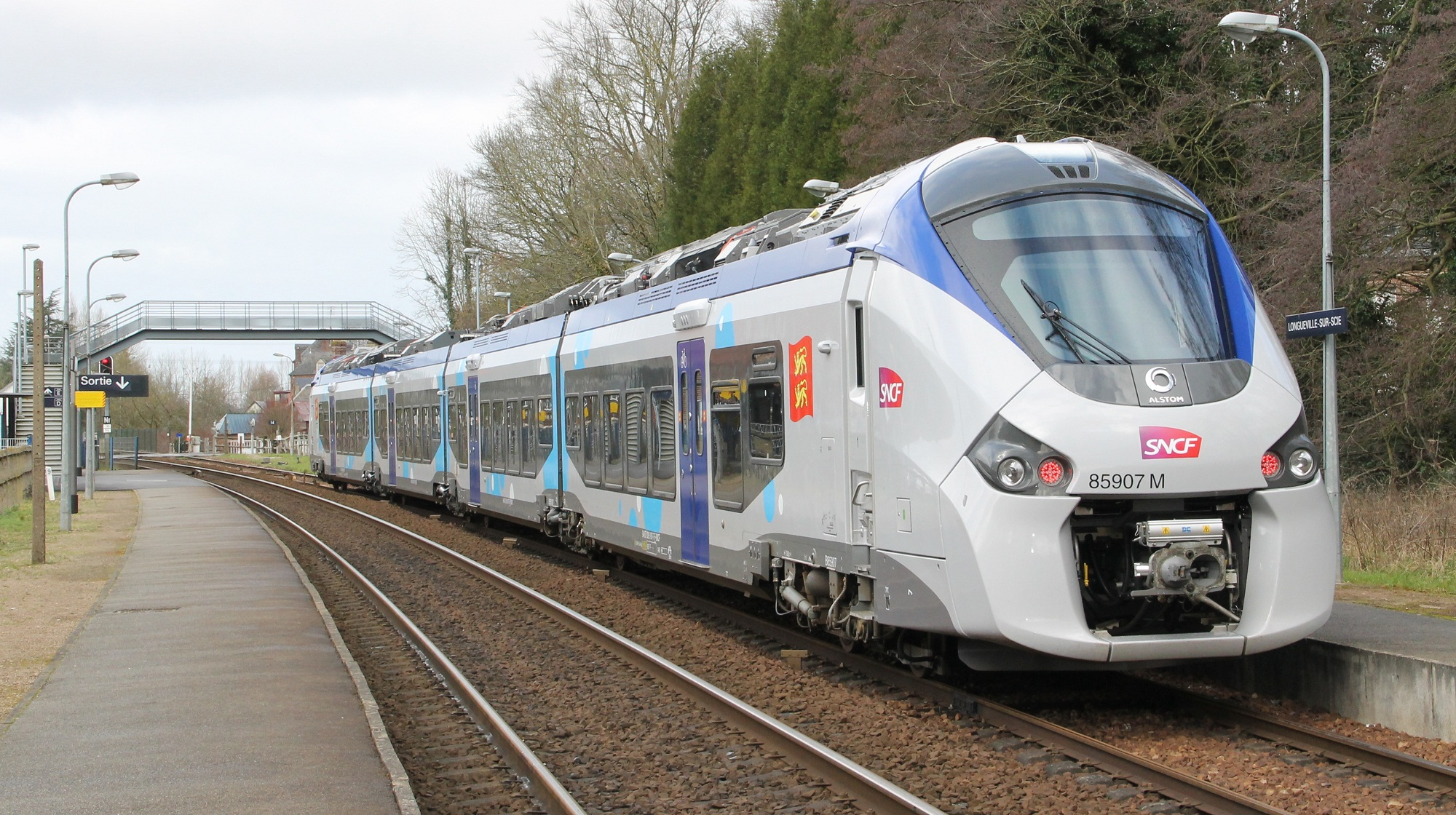
Régiolis B 85900 en gare de Longueville-sur-Scie (2016).
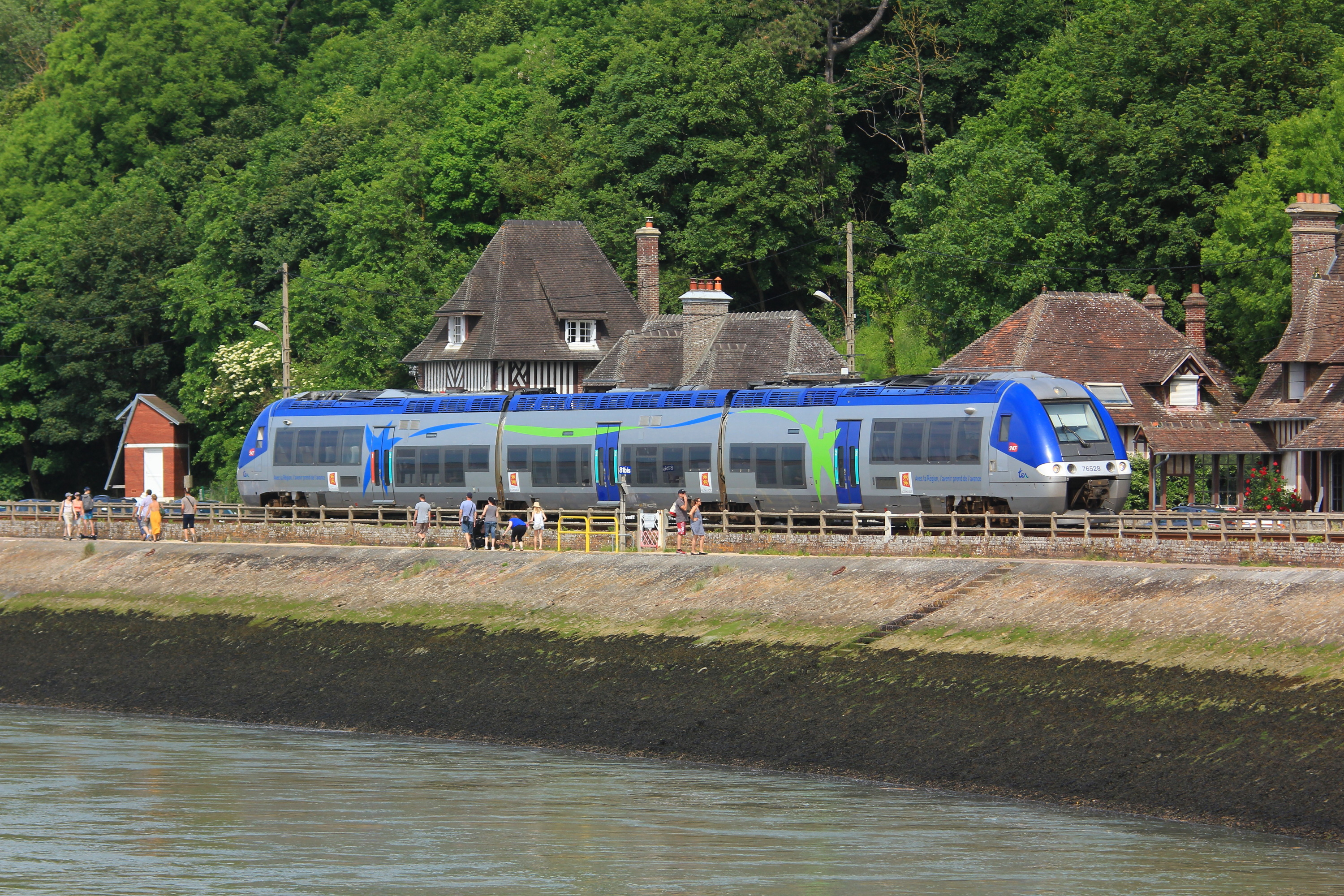
X 76500 Basse-Normandie sur la digue de Houlgate (2015).
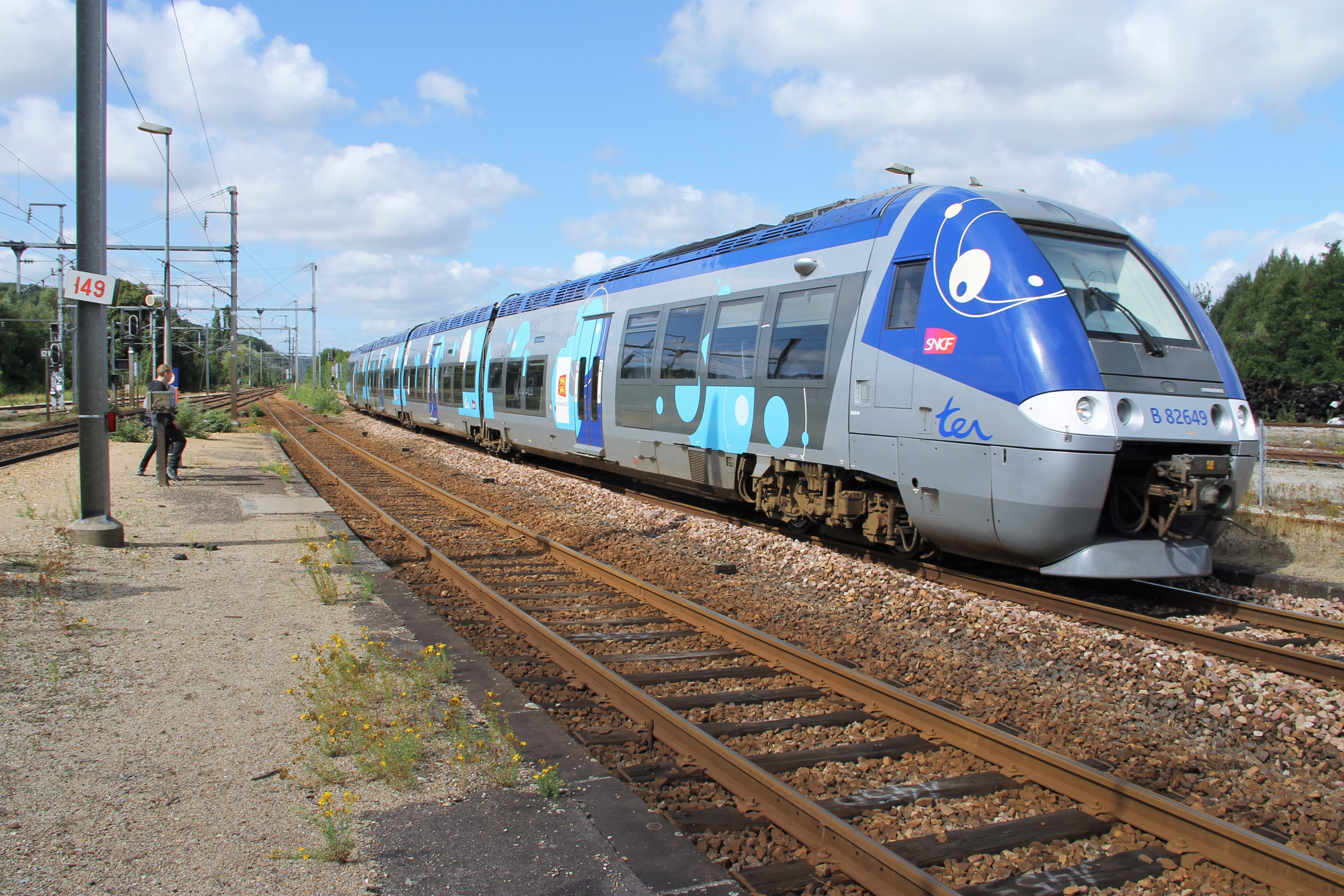
B 82500 Haute-Normandie à Serquigny (2018).
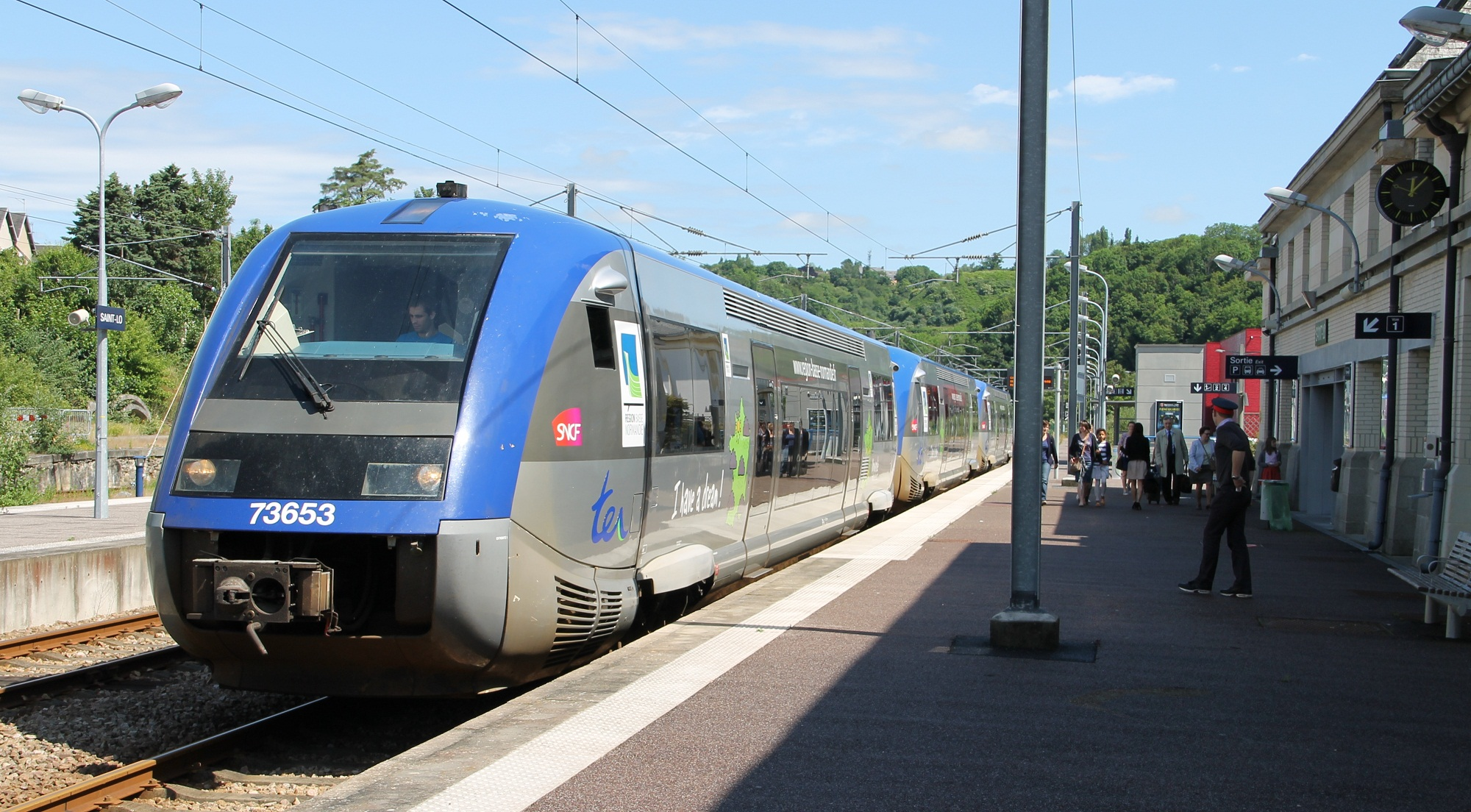
X 73500 Basse-Normandie à Saint-Lô (2014).
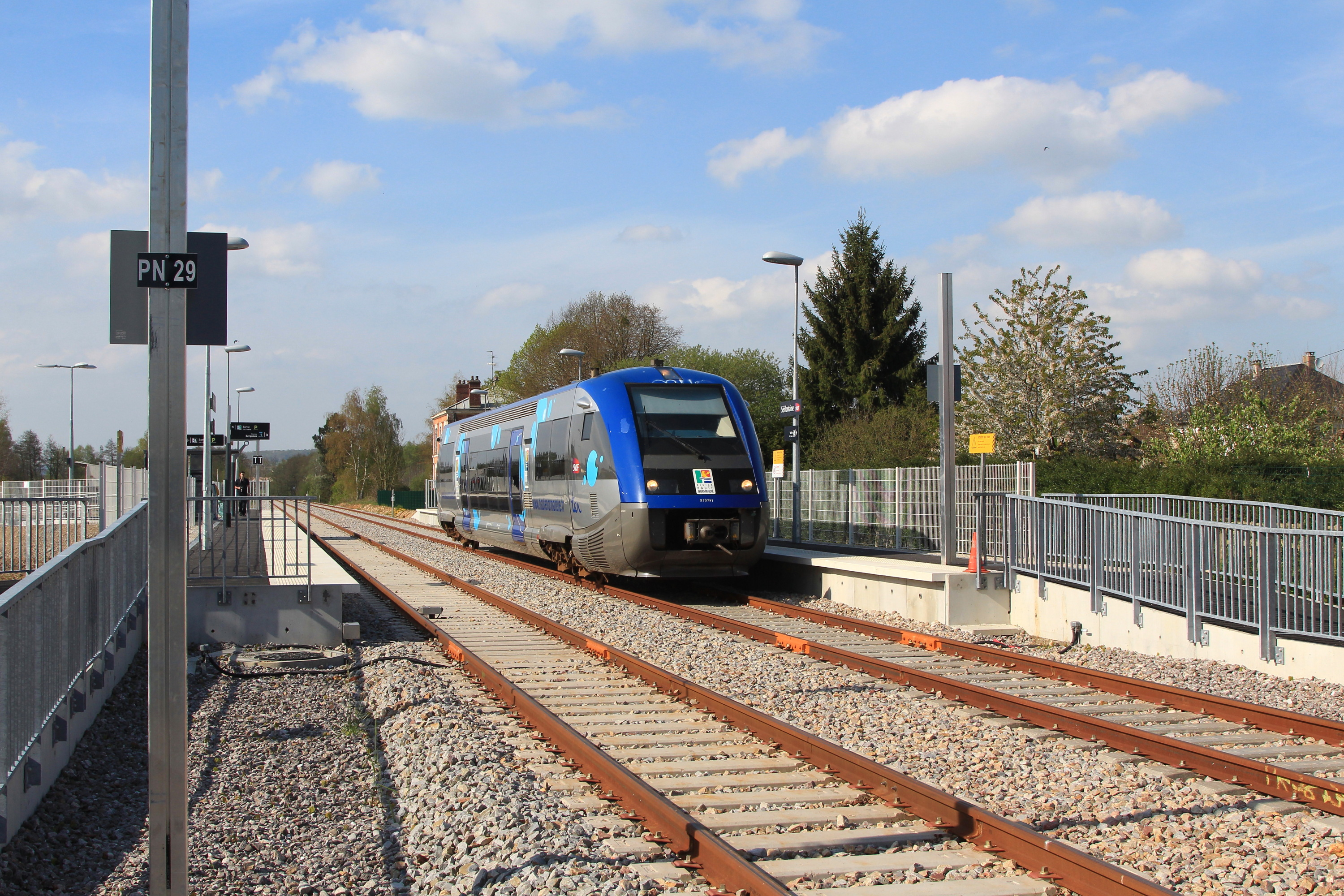
X 73500 Haute-Normandie à Sérifontaine (2014).

#### Rames tractées[11]
- Plus de 200 Voitures Corail (Corail 200 ex-Basse-Normandie et Corail réversibles ex-Haute-Normandie). Une rame est composée de 9 éléments (10 avant le SA 2020) et tractée par des BB15000 ou des BB26000.
- 41 voitures VO2N. Une rame est composée de 7 éléments et tractée par des BB15000R.
- 35 voitures V2N. Une rame est composée de 7 à 8 éléments et tractée par des BB15000R.

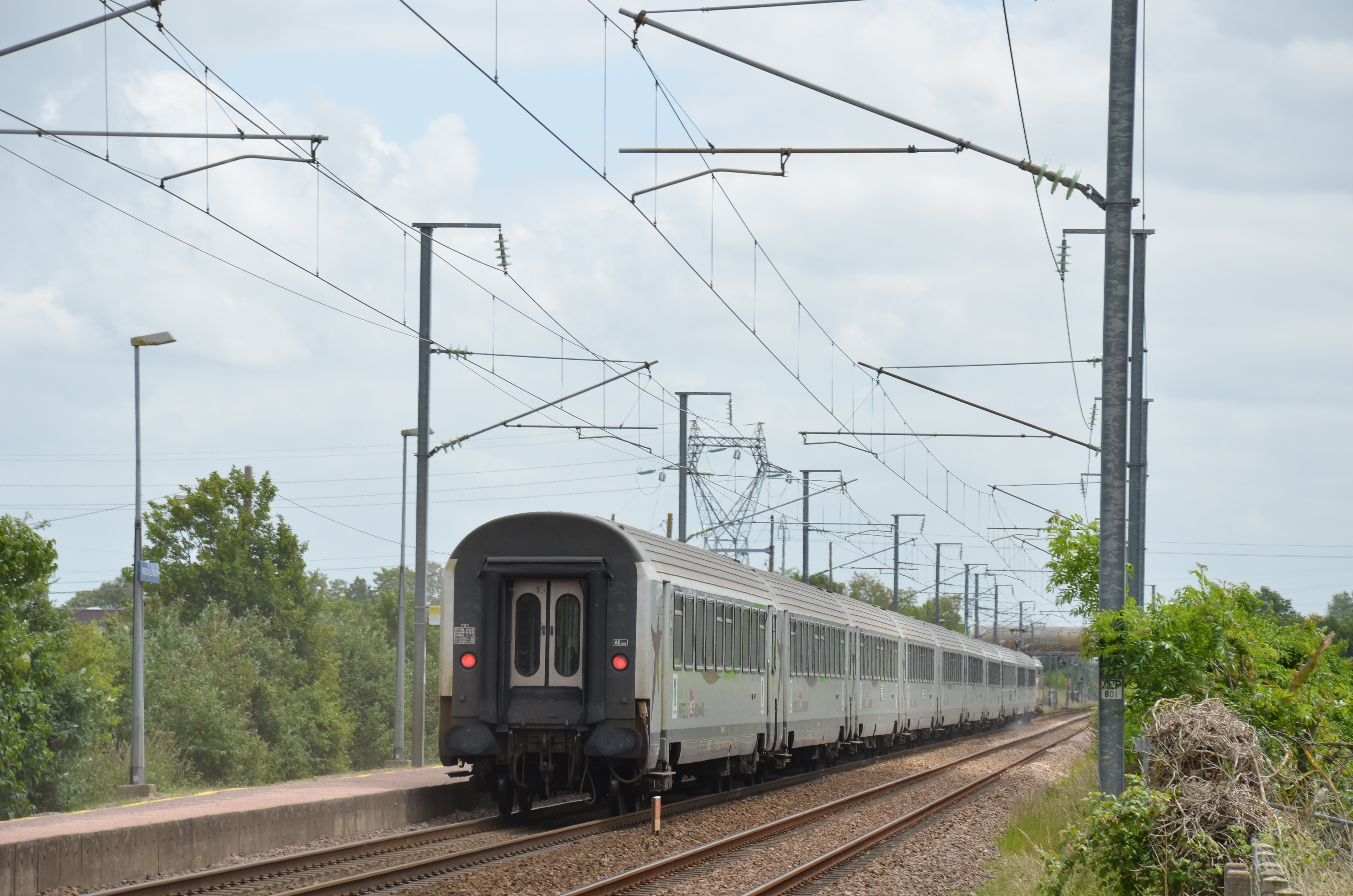
Rame Corail 200 Basse-Normandie à Frénouville - Cagny (2015).
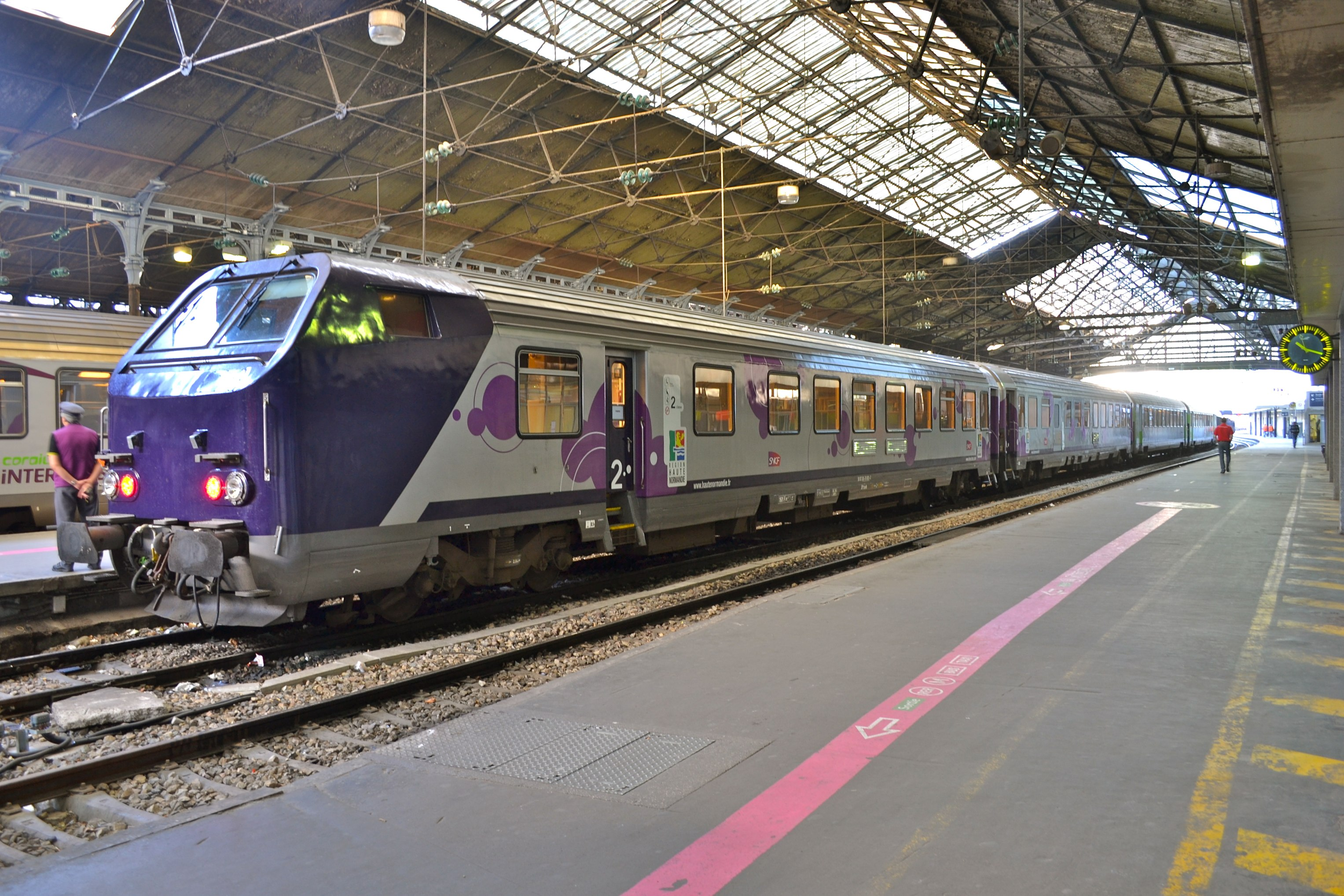
Voiture Corail réversible Haute-Normandie (2nd classe) en gare de Paris-Saint-Lazare (2011).
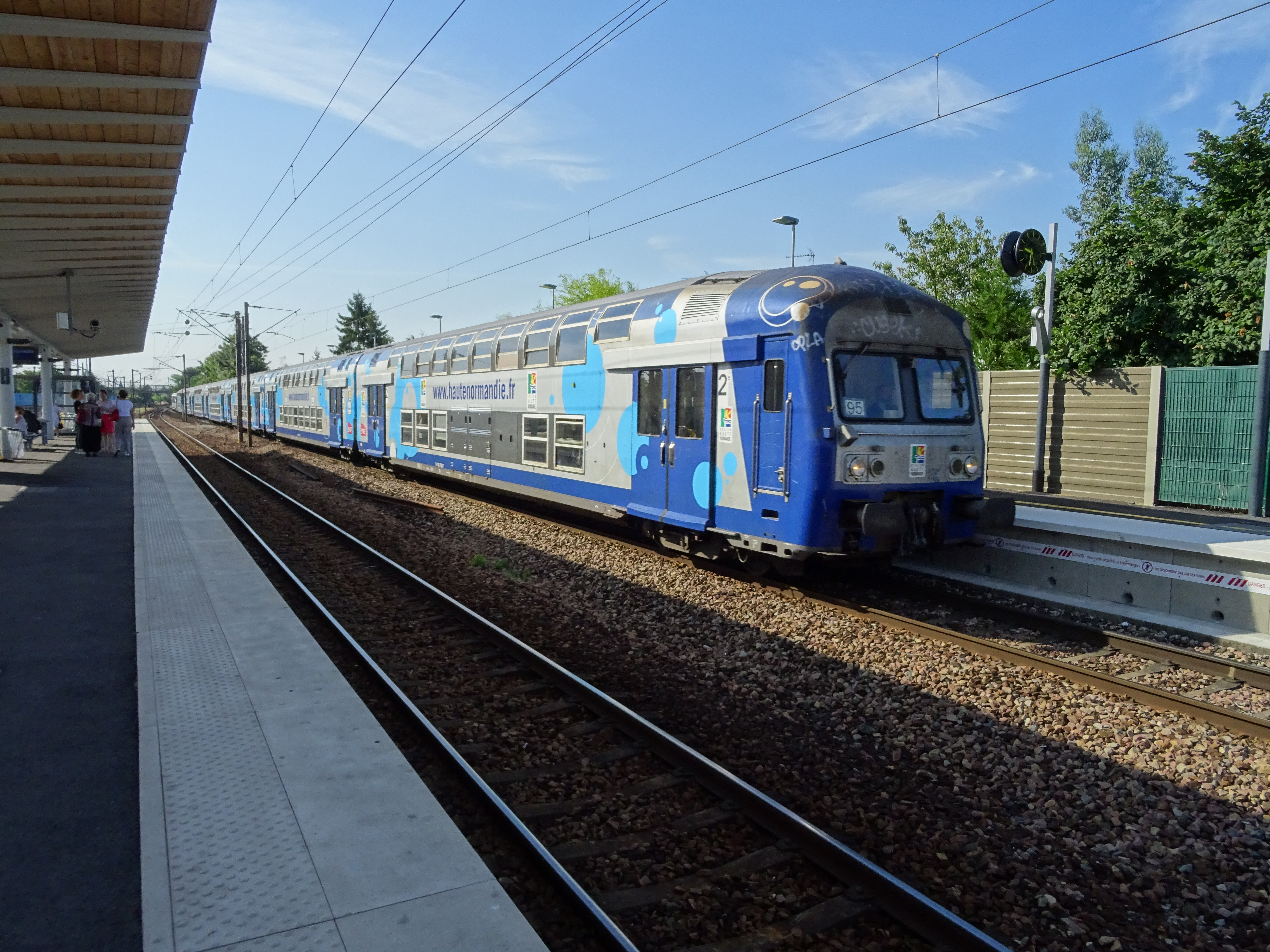
VO 2N Haute-Normandie en gare de Vernouillet-Verneuil (2017).
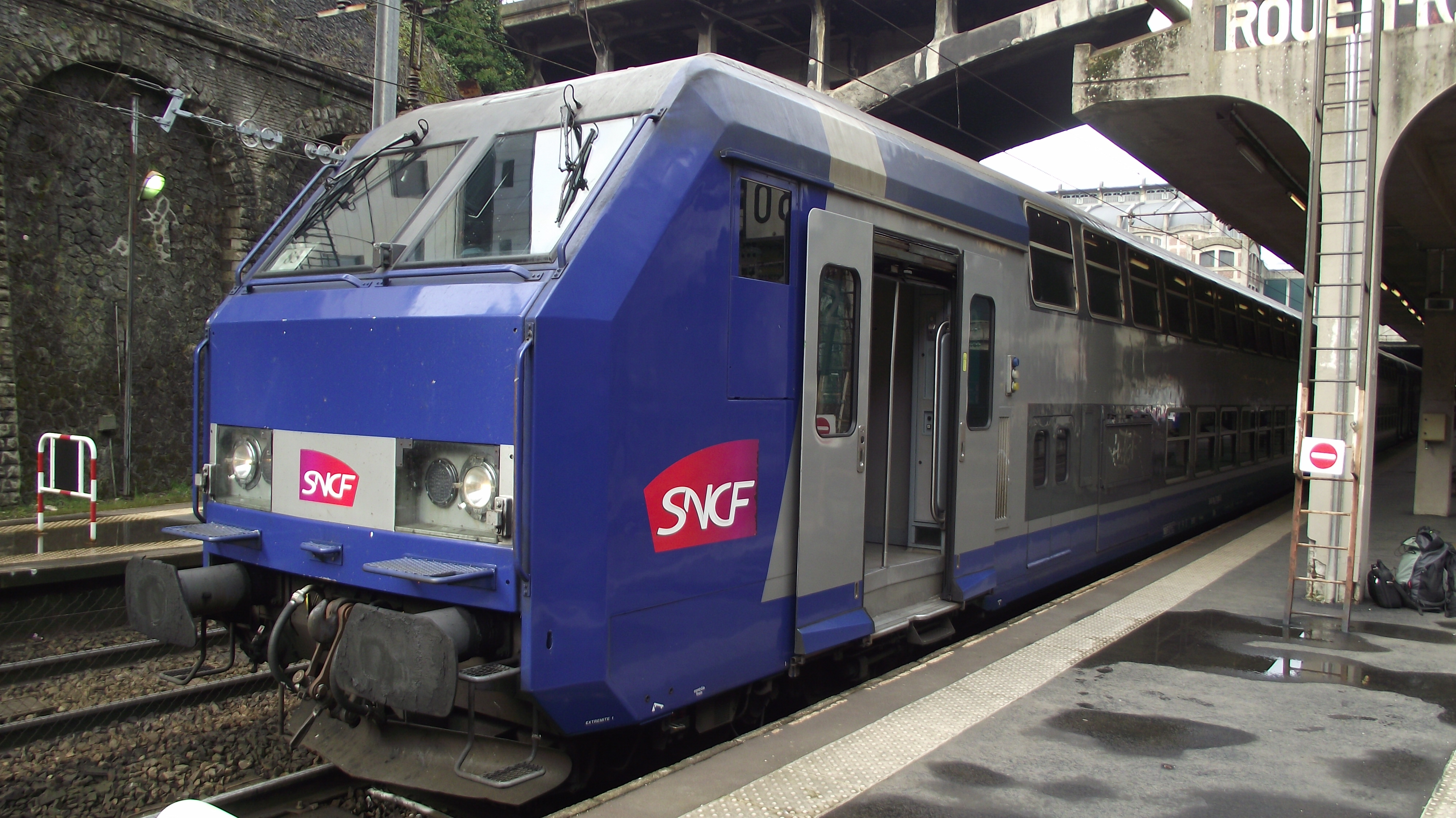
V2N en gare de Rouen-Rive-Droite (2013).

#### Matériel ferroviaire en cours de mise en place ou futur
40 rames Omneo Premium (Z56600) ont été commandées au groupe Bombardier afin de remplacer, à compter de 2020, les rames Corail tractées par des BB15000 et BB26000 et affectées aux lignes Paris-Caen-Cherbourg/Trouville-Deauville et Paris-Rouen-Le Havre. Ces nouvelles rames constituent la variante "grandes lignes" de la plateforme Omneo (Régio2N) proposée par le constructeur Bombardier Transport.
Une version sensiblement proche a, par la suite, été commandée, à hauteur de 27 exemplaires (une première tranche de 16 rames et une seconde de 11 rames), pour les lignes Paris-Vernon-Rouen et Paris-Évreux-Serquigny.
Avec un total de 67 rames, ces trois commandes vont ainsi permettre d'homogénéiser un parc roulant jusqu'ici très hétéroclite sur les lignes au départ de Paris-Saint-Lazare.

### Matériel routier
Le matériel roulant du réseau interurbain est issu des anciens réseaux départementaux, la région reprenant la charge de ces autocars.